# Mestaruussarja 1984
Die Mestaruussarja 1984 war die 54. Spielzeit der finnische Fußballmeisterschaft seit deren Einführung im Jahre 1930. Sie wurde unter zwölf Mannschaften in einem kombinierten System aus einer Hauptrunde mit Hin- und Rückrunde sowie einer anschließenden K.-o.-Runde mit den vier besten Mannschaften ausgespielt. Im Finale setzte sich Kuusysi Lahti mit 4:0 und 4:4 gegen Turku PS durch.

## Teilnehmende Mannschaften
| Langname             | Abkürzung | Ort         | Vorjahr    |
| -------------------- | --------- | ----------- | ---------- |
| Ilves Tampere        | Ilves     | Tampere     | 0Meister   |
| HJK Helsinki         | HJK       | Helsinki    | 02. Platz  |
| Haka Valkeakoski     | Haka      | Valkeakoski | 03. Platz  |
| Turku PS             | TPS       | Turku       | 04. Platz  |
| Kuusysi Lahti        | Kuusysi   | Lahti       | 05. Platz  |
| Kokkolan Palloveikot | KPV       | Kokkola     | 06. Platz  |
| Kuopion Pallotoverit | KPT       | Kuopio      | 07. Platz  |
| Rovaniemi PS         | RoPS      | Rovaniemi   | 08. Platz  |
| Kuopion PS           | KuPS      | Kuopio      | Relegation |
| Mikkelin Palloilijat | MP        | Mikkeli     | Aufsteiger |
| Kemin Palloseura     | KePS      | Kemi        | Aufsteiger |
| Porin Pallo-Toverit  | PPT       | Pori        | Aufsteiger |

## Hauptrunde

### Tabelle
| Pl. | Verein                   | Sp. | S  | U | N  | Tore    | Diff. | Punkte |
| --- | ------------------------ | --- | -- | - | -- | ------- | ----- | ------ |
| 1.  | Haka Valkeakoski         | 22  | 11 | 9 | 2  | 043:260 | +17   | 31:13  |
| 2.  | Turku PS                 | 22  | 11 | 7 | 4  | 056:310 | +25   | 29:15  |
| 3.  | Kuusysi Lahti (P)        | 22  | 10 | 8 | 4  | 041:240 | +17   | 28:16  |
| 4.  | Ilves Tampere (M)        | 22  | 12 | 4 | 6  | 042:280 | +14   | 28:16  |
| 5.  | HJK Helsinki             | 22  | 10 | 6 | 6  | 049:370 | +12   | 26:18  |
| 6.  | Rovaniemi PS             | 22  | 9  | 6 | 7  | 033:380 | −5    | 24:20  |
| 7.  | Kemin Palloseura (N)     | 22  | 7  | 7 | 8  | 035:360 | −1    | 21:23  |
| 8.  | Kuopion PS               | 22  | 6  | 7 | 9  | 025:320 | −7    | 19:25  |
| 9.  | Porin Pallo-Toverit (N)  | 22  | 7  | 3 | 12 | 032:420 | −10   | 17:27  |
| 10. | Kuopion Pallotoverit     | 22  | 3  | 9 | 10 | 023:280 | −5    | 15:29  |
| 11. | Kokkolan Palloveikot     | 22  | 6  | 3 | 13 | 030:560 | −26   | 15:29  |
| 12. | Mikkelin Palloilijat (N) | 22  | 2  | 7 | 13 | 022:530 | −31   | 11:33  |

| (M) | amtierender Meister     |
| (P) | amtierender Pokalsieger |
| (N) | Neuaufsteiger           |

### Platzierungsspiel
Die beiden punktgleichen Teams auf Platz 10 und 11 ermittelten den Teilnehmer für die Relegation.
|                      | Ergebnis |                      |
| -------------------- | -------- | -------------------- |
| Kuopion Pallotoverit | 2:1      | Kokkolan Palloveikot |

## Kreuztabelle
| 1984 | 1984                 | HAK | TPS | KSY | ILV | HJK | RPS | KEM | KPS | PPT | KPT | KPV | MIP |
| 1.   | Haka Valkeakoski     |     | 1:3 | 1:1 | 1:5 | 3:2 | 7:0 | 1:0 | 0:0 | 4:2 | 2:0 | 2:1 | 1:1 |
| 2.   | Turku PS             | 2:4 |     | 1:1 | 2:2 | 2:2 | 8:0 | 4:3 | 1:1 | 2:1 | 4:2 | 7:1 | 3:0 |
| 3.   | Kuusysi Lahti        | 0:1 | 1:0 |     | 4:0 | 0:2 | 2:0 | 3:3 | 2:0 | 2:1 | 0:0 | 3:1 | 3:0 |
| 4.   | Ilves Tampere        | 1:3 | 2:0 | 2:3 |     | 3:1 | 2:1 | 1:3 | 3:1 | 0:1 | 1:0 | 0:2 | 1:1 |
| 5.   | HJK Helsinki         | 1:1 | 3:2 | 2:2 | 1:3 |     | 3:0 | 4:1 | 2:1 | 2:3 | 4:3 | 3:0 | 1:2 |
| 6.   | Rovaniemi PS         | 1:1 | 1:1 | 3:1 | 0:0 | 2:3 |     | 1:1 | 1:0 | 1:1 | 0:0 | 3:0 | 4:1 |
| 7.   | Kemin Palloseura     | 0:0 | 0:1 | 1:1 | 1:3 | 1:1 | 2:3 |     | 2:0 | 3:0 | 1:5 | 0:0 | 4:0 |
| 8.   | Kuopion PS           | 0:0 | 0:5 | 3:3 | 0:2 | 1:5 | 0:2 | 2:2 |     | 1:0 | 1:0 | 2:1 | 3:0 |
| 9.   | Porin Pallo-Toverit  | 1:4 | 0:1 | 0:4 | 1:3 | 1:4 | 2:0 | 1:2 | 1:1 |     | 2:2 | 5:0 | 3:1 |
| 10.  | Kuopion Pallotoverit | 1:1 | 1:1 | 1:1 | 1:3 | 3:0 | 0:1 | 0:1 | 0:0 | 1:2 |     | 1:2 | 0:0 |
| 11.  | Kokkolan Palloveikot | 3:3 | 2:3 | 1:4 | 0:4 | 0:0 | 0:4 | 4:2 | 0:6 | 3:2 | 0:1 |     | 6:0 |
| 12.  | Mikkelin Palloilijat | 1:2 | 3:3 | 1:0 | 1:1 | 3:3 | 3:5 | 1:2 | 0:2 | 1:2 | 1:1 | 1:3 |     |

## Meisterschaftsrunde

### Halbfinale
|               | Gesamt |                  | Hinspiel | Rückspiel |
| ------------- | ------ | ---------------- | -------- | --------- |
| Kuusysi Lahti | 3:2    | Haka Valkeakoski | 2:0      | 1:2       |
| Ilves Tampere | 2:5    | Turku PS         | 2:1      | 0:4       |

### Spiele um Platz 3
|               | Gesamt |                  | Hinspiel | Rückspiel |
| ------------- | ------ | ---------------- | -------- | --------- |
| Ilves Tampere | 3:1    | Haka Valkeakoski | 2:1      | 1:0       |

### Finale
|               | Gesamt |          | Hinspiel | Rückspiel |
| ------------- | ------ | -------- | -------- | --------- |
| Kuusysi Lahti | 8:4    | Turku PS | 4:0      | 4:4       |

## Relegationsrunde
|             | Gesamt |                      | Hinspiel | Rückspiel |
| ----------- | ------ | -------------------- | -------- | --------- |
| Kuopion Elo | 2:3    | Kokkolan Palloveikot | 2:1      | 0:2       |

## Meistermannschaft
Folgende Spieler gehörten der Meistermannschaft Kuusysi Lahti an:
- Ismo Korhonen, Jyrki Hännikäinen, Ari Inkeroinen, Esa Pekonen, Ilkka Remes, Raimo Kumpulainen, Kenneth Mitchell, Jari Rinne, Ilpo Talvio, Petri Tiainen, Keith Armstrong, Jarmo Kaivonurmi, Keijo Kousa, Ismo Lius, Markus Törnvall, Arto Viljanen. Trainer: Keijo Voutilainen.

## Torschützenkönig
Torschützenkönig der Hauptrunde der Mestaruussarja 1984 wurde Mika Lipponen von Turku PS mit 23 Toren.

## Fußballpokal
Im Finale des finnischen Fußballpokals im Olympiastadion Helsinki am 20. Oktober 1984 standen sich die Vorjahresfinalisten Lahden Kuusysi und Helsingin Jalkapalloklubi gegenüber. Helsinki revanchierte sich mit einem 2:1-Sieg für die Niederlage in der Vorsaison.

## Internationales Abschneiden
- Meister Kuusysi Lahti (Landesmeisterpokal)
  - 1. Runde: 2:1 und 2:1 gegen  FK Sarajevo
  - 2. Runde: 1:2 und 3:1 n. V. gegen  Zenit Leningrad
  - Viertelfinale: 0:0 und 0:2 gegen  Steaua Bukarest
- Vizemeister Turku PS (UEFA-Pokal)
  - 1. Runde: 0:1 und 1:3 gegen  Spartak Moskau
- Pokalsieger HJK Helsinki (Pokalsiegerpokal)
  - 1. Runde: 3:2 und 2:1 gegen  Flamurtari Vlora
  - 2. Runde: 1:0 und 2:7 gegen  Dynamo Dresden